# Polynemus aquilonaris
Polynemus aquilonaris är en fiskart som beskrevs av Hiroyuki Motomura 2003. Polynemus aquilonaris ingår i släktet Polynemus och familjen Polynemidae. IUCN kategoriserar arten globalt som livskraftig. Inga underarter finns listade i Catalogue of Life.